# Vermes Géza
Vermes Géza (Makó, 1924. június 22. – Oxford, 2013. május 8.) magyar zsidó származású brit tudós, a vallástörténelmen belül különösen a zsidó-keresztény szakterület kutatója. A Holt-tengeri tekercsek elismert szakértője. A Jézus-kutatás egyik legfőbb szószólója, akit korának legnagyobb Jézus-tudósának tartanak. Munkáiban a zsidó Jézusra fókuszál, a zsidó történelem és teológia értelmezése szerint, megkérdőjelezve jó néhány keresztény tanítás alapját.

## Életpályája
Makón született zsidó szülőktől. Hétéves korában családja mindhárom tagja kikeresztelkedett. Anyja és újságíró apja a holokauszt áldozata lett. Őmaga katolikus intézményekben bujkált. Megmenekülését volt plébánosa Apor Vilmos is segítette. Mivel a Domonkos-rend származása miatt nem fogadta be, a Notre-Dame de Sion Atyái rendjébe lépett be.
A második világháború után római rítusú katolikus pap lett, budapesti tanulmányai után a belgiumi St. Albert College és a Leuveni Katolikus Egyetem hallgatója lett, ahol a keleti történelmet és nyelveket tanulmányozta. 1953-ban teológiai doktorátust szerzett A Holt-tengeri tekercsek a történelem keretében című doktori munkájával. 1957-ben elhagyta egyházát és Nagy-Britanniába ment, ahol állást kapott a Newcastle-i Egyetemen. 1965-ben csatlakozott az Oxfordi Egyetem keleti tudományok tanszékéhez. Közben, 1958-ban feleségül vette Pamela Hobson Curle elvált asszonyt, akit 1955-ben ismert meg mint tudós írónőt. Az asszony 1993-ban halt meg.
1970-ben a londoni liberális (amerikai reform) zsinagóga tagja lett, mert úgymond kinőtte a kereszténységet, majd nyíltan visszatért ősei hitére, 1991-ben, nyugalomba vonulása évében ő lett a zsidó tudományok első professzora.
1996-ban feleségül vette Margaret Unarskát, akinek Ian nevű fiát adoptálta.
Oxfordban, rákbetegségben hunyt el, 2013-ban.

## Munkássága

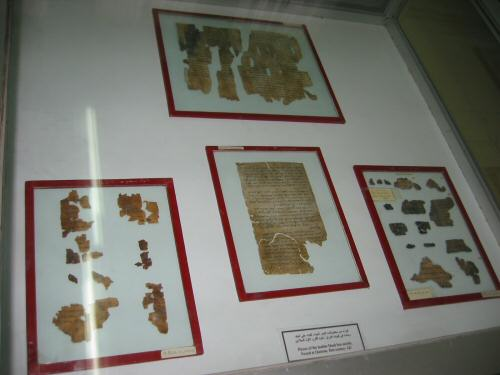
Holt-tengeri tekercsek töredéke Régészeti Múzeum, Amman. Fotó: Gary Jones, 2002

Mint a Holt-tengeri tekercsek kutatója szerzett magának nemzetközi tekintélyt. A tekercsek szövegeinek mértékadó angol fordítását ő írta meg (The Dead Sea Scrolls in English). Kiemelkedő műve A zsidó Jézus, amely magyar nyelven is megjelent.

## A történelmi Jézus
Vermes Géza egy első századi szent emberként írja le Jézust, aki nem volt sem farizeus, sem zélóta, sem pedig esszénus. Nem tartotta magát Isten fiának, sokkal inkább prófétának, tanítónak, és segítőnek, aki kiállt a kitaszítottak és bűnösök mellett. Vermes például a szamaritánusokat dicsérő leírásokat nem Jézusnak, hanem a korai keresztény szerkesztésnek tulajdonítja. Szerinte Jézus mint történelmi személy olyannyira különbözhet a kereszténység niceai hitvallásból ismert Krisztus-képétől, hogy az hitük alapjának újragondolására késztetheti az embereket.

## Elismerései, társasági tagságai
Vermes tagja a Brit Akadémiának és az Európai Akadémiának és tiszteletbeli doktora több egyetemnek, például a budapesti Közép-európai Egyetemnek. Megkapta Makó Város Emlékérmét és a Magyar Tudományos Akadémia Bacher Vilmos-emlékérmét.

## Főbb művei

### Tudományos munkái
- Les manuscrits du désert de Juda (Tournai, 1953, Desclée et Cie)
- Scripture and Tradition in Judaism: Haggadic studies (Studia post-biblica) (Leiden, 1961, Brill)
- Jesus the Jew: A Historian’s Reading of the Gospels (Minneapolis, 1973, Fortress Press)

magyarul: A zsidó Jézus. Ahogy egy történész az evangéliumokat olvassa (Ford. Hajnal Piroska; Budapest, 1995, Osiris) ISBN 963-379-095-6
- The Dead Sea Scrolls: Qumran in Perspective (Minneapolis, 1977, Fortress Press)

magyarul: A qumráni közösség és a holt-tengeri tekercsek története Ford. Hajnal Piroska; Budapest, 1998, Osiris, ISBN 963-379-366-1
- Jesus and the World of Judaism (Minneapolis, 1983, Fortress Press)

magyarul: Jézus és a judaizmus világa Ford. Hajnal Piroska; Budapest, 1997, Osiris, ISBN 963-379-214-2
- The Essenes According to the Classical Sources (Martin Goodmannel; Sheffield, 1989, Sheffield Academic Press)
- The Religion of Jesus the Jew (Minneapolis, 1993, Fortress Press)

magyarul: A zsidó Jézus vallása, Osiris, 1999. ISBN 963-379-546-x
- The Complete Dead Sea Scrolls in English (London, 1997, Penguin)
- The Changing Faces of Jesus (London, 2001, Penguin)

magyarul: Jézus változó arcai Ford. Sárközi Mátyás; Budapest, 2001, Osiris, ISBN 963-389-026-8
- Jesus in his Jewish Context (Minneapolis, 2003, Fortress Press)
- The Authentic Gospel of Jesus (London, 2004, Penguin)
magyarul: Jézus hiteles evangéliuma (Ford. Nagy Mónika Zsuzsanna; Budapest, 2005, Osiris)
- The Passion (London, 2005, Penguin)
magyarul: A passió (Ford. Nagy Mónika Zsuzsanna; Budapest, 2005, Osiris)
- Who’s Who in the Age of Jesus (London, 2005, Penguin)
- The Nativity: History and Legend (London, 2006, Penguin)
- The Resurrection: History and Myth (New York, 2008, Doubleday Books)
- Searching for the Real Jesus (London, 2010, SCM Press)
- The Story of the Scrolls: The Miraculous Discovery and True Significance of the Dead Sea Scrolls (London, 2010, Penguin)
- Jesus: Nativity – Passion – Resurrection (London, 2010, Penguin)

### Önéletrajza
- Providential Accidents (London, 1998, SCM Press; Lanham, 1998, Rowman & Littlefield)
magyarul: Gondviselésszerű véletlenek. Önéletrajz (Ford.: Sárközi Mátyás; Budapest, 2000, Osiris)